# Leonor Espinosa
Leonor Espinosa De La Ossa, également connue sous son surnom Leo, est une cheffe colombienne dont le restaurant Leo Cocina y Cava à Bogotá propose une cuisine colombienne à la fois traditionnelle et moderne a attiré pour la première fois l'attention internationale dès son ouverture en 2007,. Leo Espinosa apparaît régulièrement à la télévision colombienne. Elle est à la tête de deux restaurants, le Leo Cocina y Cava et le Misia.
Son restaurant Leo Cocina y Cava est classé en 2007 comme l'un des 82 meilleurs restaurants au monde par Condé Nast Traveler et est récompensé en 2014 et 2015 comme l'un des meilleurs restaurants de Colombie selon la liste S. Pellegrino des 50 meilleurs restaurants d'Amérique latine. Reconnu pour sa cuisine colombienne, Leo Cocina y Cava est devenu un des restaurants notoires de la Colombie.
Leo Espinosa est spécialiste d'une cuisine de fusion s'inspirant à la fois de tradition et créativité. Sa proposition culinaire intègre les saveurs indigènes colombiennes, alliant art contemporain et recherche sur le terrain, aspects anthropologique et immersion dans différents lieux géographiques du pays. En 2008, sa vocation pour la recherche gastronomique l'amène à créer la Fondation Leo Espinosa qui vise à créer des initiatives de développement dans les communautés rurales en renforçant les traditions culinaires, la nutrition et la sécurité alimentaire.
Sa proposition culinaire actuelle intitulée «Bioma-Cycle» se concentre sur l'étude par la recherche, le développement et l'innovation dans les divers écosystèmes du territoire colombien. Dans chaque biome, ses équipes travaillent avec des biologistes, des agriculteurs et des producteurs pour faire place à une cuisine de produits locaux qui recrée la mémoire collective de la Colombie.

## Vie personnelle et familiale
Leo Espinosa est née le 12 janvier 1963 à Cartago, Valle del Cauca, Colombie. Elle est la deuxième des six enfants de Juan Antonio Espinosa et Josefina De la Ossa de Espinosa, originaires de Sincé, une municipalité située dans la région des Caraïbes colombiennes. Ces origines ont forgé son caractère et exercent une influence sur sa proposition culinaire.
Leo Espinosa grandit durant sa jeunesse à Cartagena, Bolívar, où elle étudie l'économie et les beaux-arts. Plus tard, elle se consacre au marketing et à la publicité, exerçant ensuite dans diverses agences de Bogota au cours des années 1990. Depuis 1998, Leo Espinosa décide de transposer sa passion pour les arts dans le domaine culinaire à travers la recherche et l'apprentissage des techniques, des préparations et des ingrédients traditionnels de son pays.
Sa fille unique, Laura Hernandez Espinosa, étudie les relations internationales et est sommelière professionnelle, experte en responsabilité sociale des entreprises et titulaire d'une maîtrise en études du développement avec un accent sur la sécurité alimentaire. Laura Hernandez Espinosa est actuellement partenaire commerciale dans diverses entreprises commerciales et dirige la fondation Funleo d'Espinosa.

## Carrière et restaurants
À l'origine, Leo Espinosa suit une formation en économie et, par la suite, en publicité et en beaux-arts. Elle commence à utiliser la nourriture comme moyen d'exprimer sa créativité et prend un poste au restaurant Bogotá Claroscuro, avant d'ouvrir son propre restaurant, Leo Cocina y Cava, en 2007.
Son plat signature, développé à Leo Cocina y Cava, utilise des ingrédients traditionnels (dont beaucoup sont inconnus dans la cuisine populaire) qui font partie de la culture des communautés autochtones, afro-descendantes et paysannes privées de leurs droits en Colombie. Leo Espinosa ne se limite à aucune des huit régions culinaires du pays, mais les mélange toutes « en capturant des saveurs authentiques tout en ajoutant une touche moderne et une présentation élégante». Cette fusion, elle l'attribue, en partie, à son éducation à Carthagène avec son mélange de cultures espagnoles, africaines et autochtones. Leo Espinosa considère cette ville comme le « berceau de la cuisine colombienne».
En 2008, le New York Times écrit que « les expériences culinaires d'Espinosa sont à la fois délicieuses et particulières». Leo Cocina y Cava a été choisi par le magazine Condé Nast Traveler comme l'un de ses 82 meilleurs restaurants au monde et, par la suite, a été inclus comme l'une des 105 meilleures expériences culinaires au monde par National Geographic Traveler, au début de 2010.
Dès juin 2015, Espinosa ouvre son dernier restaurant, Misia, situé à quelques pas du Musée National, qui met en avant la gastronomie colombienne.
Espinosa soutient les efforts du gouvernement pour promouvoir la Colombie en tant que « destination de tourisme gastronomique » lors d'événements à l'étranger en Espagne et à Washington, DC. L'ambassadeur de Colombie au Royaume-Uni la décrit comme la cheffe qui « ouvre l'appétit » dans l'univers de la gastronomie colombienne.
En 2022, elle est nommée cheffe de l'année par le World's 50 Best.

## Fondation FUNLEO
Leo Espinosa créé la Fondation Leo Espinosa, dite FUNLEO, qui est gérée par sa fille, dans le but de «la préservation des traditions alimentaires colombiennes tout en mettant en évidence les pratiques durables et la production locale»,. Cette fondation aide les communautés afro-descendantes, indigènes et paysannes de Colombie, en les accompagnant pour développer et commercialiser leurs cultures et ingrédients traditionnels. La devise de FUNLEO est « Gastronomie pour le développement » et, comme l'explique Espinosa :
Nous essayons de développer une nourriture locale, pas seulement la cuisine : notre attention ne se concentre pas uniquement sur la cuisine, mais aussi sur les ressources, les produits locaux de ces communautés rurales qui ont perdu, dirons-nous, une place dans l'agriculture colombienne.
Leo Espinosa voit à la fois une valeur culturelle et économique dans «l'identité unique» du pays : «Une fois que nous développons notre potentiel gastronomique à partir de la ferme, une fois que nous promouvons et commercialisons nos ressources et nos cultures, la Colombie peut devenir la nouvelle capitale gastronomique du monde.
Le 8 mars 2013, FUNLEO s'est associée à Oxfam pour travailler sur la campagne de production alimentaire durable GROW en Colombie, parmi d'autres projets de développement organisés par des agences de coopération internationales telles que l'USAID,.

## Récompenses et distinctions
- Meilleure proposition culinaire : Leo Cocina y Cava (Revista La Barra, 2005)[19].
- Restaurant le plus innovant : Leo Cocina y Cava (Revista La barra, 2005).
- Prix de la percée: Leo Cocina y Cava (Revista La Barra, 2005, 2007).
- 8 2 meilleurs restaurants du monde, (magazine Condé Nast Traveler, 2007).
- Chef révolutionnaire : Leonor Espinosa (Revista La Barra, 2005, 2007).
- Meilleur restaurant de cuisine typique colombienne (Revista La Barra, 2007, 2008, 2009).
- 105 meilleures expériences culinaires au monde (National Geographic Traveler, 2010).
- Meilleur chef colombien (Premios La Barra, 2012).
- "En su mesa, 5 chefs colombianas con recetas para todos los días", Meilleur livre des femmes chefs du monde (Paris Festival Du Livre De Cuisine, 2011).
- Les 50 meilleurs restaurants d'Amérique latine, (2014-2015).
- 20 meilleurs leaders en Colombie (Revista Semana, 2015)[20].